# Ferepauropus freetownensis
Ferepauropus freetownensis är en mångfotingart som först beskrevs av Ulf Scheller 1995.  Ferepauropus freetownensis ingår i släktet Ferepauropus och familjen fåfotingar. Inga underarter finns listade i Catalogue of Life.